# 東京おにぎり娘
『東京おにぎり娘』（とうきょうおにぎりむすめ）は、1961年に公開された日本映画。監督：田中重雄。主演：若尾文子。カラー、シネマスコープ（2.35:1）、91分。
東京の下町を舞台に、おにぎり店を営む若い女性と、彼女を取り巻く男性たちの恋模様が描かれるラブコメディ映画。

## ストーリー
東京・烏森で洋裁店を長年経営する鶴吉だったが、流行に乗らない昔気質の姿勢や、腕の衰えのために商売が傾き、仕入れ代の集金人から逃げ回る毎日となる。一方、鶴吉の娘・まり子は、おば（鶴吉の妹）で、新宿で料理屋を営む かめ から縁談の話を持ちかけられる。その相手である舞台演出家・五郎はまり子の幼なじみで、まり子はひそかに想いを寄せており、かめによると五郎の方でも乗り気であるという。まり子はできすぎたお膳立てをかえって恥ずかしがる。そんな中、五郎はまり子を食事に誘う。そこはおにぎりが評判の大衆的な食堂で、まり子は味を気に入る。まり子はかめの縁談の話に触れ、「いつ結婚するかは自分たちで決めよう」と誓い合う。しかし五郎はかめによる計画を何も知らず、しかもまり子の想いに気づかないままだった。
鶴吉の商売を見かねたまり子が、鶴吉のもとを破門された元弟子で、実業家として成功した幸吉から金を借り、洋裁店の一角を改装しておにぎりの販売を始め、次第に評判を呼ぶ。まり子のもうひとりの幼なじみ・三平が店を手伝うが、酔客に乱暴を働いたことでまり子の怒りを買い、店を追い出される。三平は申し訳なさが高じ、鶴吉に時代遅れのスーツを仕立ててもらう。三平はふたたび店に戻る。
ある日、五郎の劇団にみどりという若手ダンサーが入団する。みどりは鶴吉が故郷の大阪へ入営中にひそかに芸者に生ませた娘で、母を失って天涯孤独となっていた。その身の上を知った五郎はみどりを鶴吉に引き合わせる。鶴吉はみどりの存在をまり子に明かすことができず悩む。そうしているうち、鶴吉とみどりが2人で歩いているところを見かけたかめが、鶴吉が愛人を作ったと勘違いし、まり子に知らせる。まり子が真相をただし、鶴吉はみどりの存在を明かす。まり子は誤解を解くとともに、苦労して生きてきたみどりの身に同情を寄せる。
劇場でみどりの踊りを見たまり子は五郎を呼び出し、プロポーズする。しかし五郎はみどりに惚れていることを明かし、プロポーズを断る。落ち込むまり子は気を紛らわせるため、商売繁盛の礼として幸吉を食事に誘う。まり子の酔態を見た幸吉は思わずまり子を抱き寄せるが、まり子は幸吉の頬を張り飛ばし、泣き崩れる。
ある朝、かめはまり子の店をたずね、縁談の件での勇み足を詫びる。同じ日、幸吉もまり子に謝罪するために店に来て、そこで鶴吉と再会し和解する。まり子と幸吉は散策がてら烏森神社を参拝する。

## キャスト
クレジットの順は本作冒頭のタイトルバックに、一部役名およびクレジットのない出演者はキネマ旬報映画データベース（KINENOTE）に基づく。
- 直江まり子：若尾文子
- 白井五郎：川口浩
- 村田幸吉：川崎敬三
- みどり：叶順子
- 直江鶴吉（まり子・太郎の父）：中村鴈治郎
- 三平：ジェリー藤尾
- 田代社長（鶴吉の顧客）：伊藤雄之助[注釈 1]
- 白井梅子（五郎の母）：村田知栄子
- かめ（鶴吉の妹・「おかめ」の店主）：沢村貞子
- はま（麻雀屋の店主）：藤間紫
- 不動産屋：八波むと志（東宝）
- 紳士（不動産屋の客）：大山健二
- 酔客A：守田学
- 酔客B：夏木章
- 田代の運転手：飛田喜佐夫
- 生地屋の職員：早川雄三
- 麻雀屋の客B：小山内淳
- 大工B：藤山浩二
- サンドイッチマン男：伊達正
- チンピラ（三平の旧友）1：三角八郎
- 月賦屋：中田勉
- 麻雀屋の客A：志保京助
- チンピラ（三平の旧友）2：大川修
- チンピラ（三平の旧友）3：森一夫
- 青年2：網中一郎
- 竹村南海児
- 大工A：篠崎一豊
- サンドイッチマン女：橘喜久子
- 料亭の女中：三島愛子
- そばやの女中：響令子
- バーのマダム：千歳恵美
- お好焼屋の女中：花村泰子
- 「おかめ」の女中：田中三津子
- 少女C：三保まり子
- 瀬戸良子
- 少女B：田代真弓
- 直江太郎（まり子の弟）：瀬川雅人（劇団ひまわり）
- 少女A：小笠原まり子（クレジットなし）
- 青年1：仲村隆（クレジットなし）

## スタッフ
スタッフの職掌および順（監督を除く）は本作冒頭のタイトルバックに、クレジットのない主要スタッフはキネマ旬報映画データベース（KINENOTE）に基づく。
- 監督：田中重雄
- 企画：原田光夫
- 脚本：長瀬喜伴、高岡尚平
- 撮影：高橋通夫
- 録音：長谷川光雄
- 照明：泉正蔵
- 美術：後藤岱二郎
- 音楽：北村和夫
- 助監督：瀬川正雄
- 編集：中静達治